# Federico Fusco
Federico Fusco (Napoli, 1872 – ...) è stato un prefetto italiano.

## Biografia
Prefetto di Parma, durante la Difesa di Parma del 1922, nel 1893 entrò nell'amministrazione della Pubblica sicurezza e contemporaneamente cominciò a frequentare l'Università di Napoli.
Fu successivamente destinato alla questura di Milano, fino al 1896, e quindi venne inviato alla questura di Salerno.
Passò nell'amministrazione civile dello stesso Ministero dell'Interno nel 1897 e nel 1898, appena laureato, assunse servizio presso la prefettura di Caserta con incarichi inerenti amministrazioni comunali e provinciali.
Fu trasferito ancora alcune volte e a Fabriano assunse il compito non semplice di mediazione politica fra la conflittualità di strati proletari e padronato agendo su settori politici moderati, e, nel 1908, riuscì a risolvere la situazione.

### L'avvento del fascismo
Durante le barricate di Parma nell'agosto 1922, tentò di mediare tra le parti, tuttavia Italo Balbo, capo della spedizione fascista, lo indicò come uno strenuo nemico del fascismo.
Vista la situazione nazionale con stato d'assedio a Milano, Genova, Ancona, Livorno, Parma, entrato in vigore il 5 agosto, con delibera governativa, la gestione dell'ordine pubblico in città passò dal prefetto Fusco al generale Lodomez.
Successivamente il Consiglio dei ministri, nel settembre 1922, decise di sollevarlo dall'incarico a Parma e di metterlo a disposizione, affidandogli poi prefetture di altre città tra il 1923 e il 1928 (tra cui Catanzaro dal 1925 al 1926), finché all'età di 56 anni, fu collocato a riposo "per motivi di servizio".